# Sara I
Die Sara I war eine Fähre unter der Flagge Panamas, die 1974 als Djursland II in Dienst gestellt wurde. Das zuletzt von der Lineas Maritimas Europeas bereederte Schiff blieb bis Januar 2010 in Fahrt und wurde anschließend im indischen Alang abgewrackt.

## Geschichte
Die Djursland II wurde am 15. Juni 1973 bei Schichau Unterweser in Bremerhaven bestellt und am 22. Oktober desselben Jahres unter der Baunummer 2252 auf Kiel gelegt. Der Stapellauf des Schiffes fand am 30. April 1974 statt. Nach der Übernahme durch die dänische Grenaa-Hundested-Linien am 30. Juli 1974 nahm das Schiff am 6. August den Fährdienst zwischen Grenaa und Hundested auf.
1981 wurde die Djursland II unter dem verkürzten Namen Djursland an die Det Forenede Dampskibs-Selskab verkauft, ehe sie 1988 wieder in den Dienst der Grenaa-Hundested-Linien zurückkehrte. Am 1. Mai 1994 wurde das Schiff nach knapp zwanzig Dienstjahren auf der Strecke von Grenaa nach Hundested ausgemustert und in Fredericia aufgelegt.
Im August desselben Jahres ging die Djursland unter dem Namen Benchijigua II und unter spanischer Flagge an die Fred. Olsen & Co., um ab Oktober zwischen Los Cristianos, La Gomera und La Palma eingesetzt zu werden. 1995 erhielt das Schiff den verkürzten Namen Benchijigua. Seit März 2000 war es als Betancuria auf der Strecke von Las Palmas de Gran Canaria über Puerto del Rosario nach Arrecife in Fahrt.
Nachdem die Betancuria ab Juni 2001 erneut auflag ging sie im Februar 2002 unter dem Namen Sara I an El Salam Maritime und wurde fortan zwischen Akaba und Nuweiba eingesetzt. Von Juli bis September 2003 sowie von 2004 bis September 2005 charterte die marokkanische Reederei Comarit das Schiff für die Strecke von Almería nach Al Hoceïma.
Seit September 2005 war die Sara I dauerhaft an die spanische Lineas Maritimas Europeas verchartert und auf der Strecke von Algeciras nach Tanger im Dienst. Im Januar 2010 wurde das Schiff schließlich ausgemustert und in Sues aufgelegt. Nach drei Monaten Liegezeit ging es in den Besitz einer Abbruchwerft im indischen Alang über, wo es am 10. Mai 2010 unter dem Überführungsnamen Winner 10 eintraf.